# Dmitrij Leluszenko
Dmitrij Daniłowicz Leluszenko (ukr. Дмитро Данилович Лелюшенко, ros. Дмитрий Данилович Лелюшенко; ur. 20 paź.?/2 listopada 1901 w Nowokuźniecku, zm. 20 lipca 1987 w Moskwie) – radziecki dowódca wojskowy, generał armii, dwukrotny Bohater Związku Radzieckiego (1940, 1945) i Bohater Czechosłowackiej Republiki Socjalistycznej (1970).

## Życiorys
Urodził się i mieszkał w chutorze Nowokuźnieck w obwodzie rostowskim. Pochodził z ukraińskiej rodziny chłopskiej. Był najmłodszy z licznego rodzeństwa. Jego ojcem był Danił Iwanowicz Leluszenko. W 1912 roku ukończył wiejską szkołę parafialną.
W czasie wojny domowej w 1918 wstąpił do oddziału partyzanckiego Czerwonej Konnicy Borysa Dumenko walczącego przeciwko białym Kozakom. W 1919 wstąpił do Armii Czerwonej, gdzie w składzie 1 Armii Konnej walczył przeciwko wojskom gen. Antona Denikina, a później w wojnie polsko-bolszewickiej.
Po zakończeniu wojny domowej pozostał w wojsku, jako zawodowy oficer. W momencie rozpoczęcia w Armii Czerwonej tworzenia wojsk zmechanizowanych rozpoczął służbę w tych wojskach. W 1933 ukończył Akademię Wojenną im. M. Frunzego. Następnie był dowódcą batalionu a później pułku czołgów.
W czasie wojny zimowej w już w stopniu kombriga dowodził 29 Samodzielną Brygadą Czołgów. Wyróżnił się wtedy w walkach o przełamanie linii Mannerheima, za co 7 kwietnia 1940 został nagrodzony tytułem Bohatera Związku Radzieckiego.
W momencie rozpoczęcia agresji Niemiec na ZSRR dowodził 21 korpusem zmechanizowanym, walczącym nad rzeką Dźwiną. Jednak już w sierpniu 1941 został naczelnikiem ds. formowania wojsk pancernych w dowództwie wojsk pancernych.
W październiku 1941 został na rozkaz Józefa Stalina dowódcą utworzonego 1. Samodzielnego Gwardyjskiego Korpusu Strzeleckiego, którym dowodził w czasie bitwy pod Moskwą. Za zasługi w bitwie został mianowany dowódcą 5 Armii, która zajmowała pozycję obronne w rejonie Możajska. Funkcję tę pełnił jednak bardzo krótko, gdyż został ranny.
Po wyleczeniu z ran w listopadzie 1941 został dowódcą 30 Armii, która wchodziła w skład Frontu Zachodniego. Dowodząc tą armią wziął udział w kontrofensywie pod Moskwą w grudniu 1941, gdzie wyróżniła się ona w walkach o likwidację wybrzuszenia pod Klinem. Następnie brał udział w bitwie pod Rżewem w 1942 roku oraz w kontrofensywie pod Rżewem latem 1942.
W listopadzie 1942 został dowódcą 1 Gwardyjskiej Armii, którą dowodził w czasie kontrofensywy pod Stalingradem. 5 grudnia 1942 został dowódcą 3 Gwardyjskiej Armii, która powstała z przemianowania 1 Gwardyjskiej Armii. Wziął udział w bitwie o Dniepr zdobywając przyczółek pod Nikopolem.
W marcu 1944 został dowódcą 4 Armii Pancernej (17 marca 1945 została przemianowana na 4 Gwardyjską Armię Pancerną), którą dowodził do końca wojny. Dowodząc tą armią wziął udział w oswobodzeniu prawobrzeżnej Ukrainy, operacji lwowsko-sandomierskiej, wschodniokarpackiej, wiślańsko-odrzańskiej, śląskiej i berlińskiej.
6 kwietnia 1945 został po raz drugi nagrodzony tytułem Bohatera Związku Radzieckiego.
5 maja 1945 dowodzona przez niego armia wzięła udział w operacji praskiej jako siły uderzeniowe 1 Frontu Ukraińskiego, które dotarły do Pragi 9 maja 1945 udzielając pomocy powstańcom.
Po zakończeniu II wojny światowej na kierowniczych stanowiskach w Armii Radzieckiej. Był kolejno dowódcą Zakarpackiego Okręgu Wojskowego (1953–1956), Zabajkalskiego Okręgu Wojskowego (1956–1958) i Uralskiego Okręgu Wojskowego (1958–1960). Następnie został przewodniczącym organizacji DOSAAF w latach 1960–1964. Później był w grupie generalnych inspektorów Ministerstwa Obrony ZSRR.
W życiu kierował się słowami ojca: Toruj sobie drogę w życiu pracą, ucz się, nie pij i nie pal, bądź uczciwy. Udział w wojnie sprawił, że stracił wiarę w istnienie Boga. 
Napisał wspomnienia pt. Москва-Сталинград-Берлин-Прага. Записки командарма (pol. Moskwa-Stalingrad-Berlin-Praga. Notatki dowódcy armii) (wyd. I 1970); w Polsce wydane pod tytułem Pancernym szlakiem. Wspomnienia dowódcy armii, w tłumaczeniu Piotra Marciniszyna (wyd. I 1983, Wydawnictwo MON). W 1965 roku w dwudziestą rocznicę bitwy o Nysę otrzymał Honorowe Obywatelstwo Nysy.
Długo cieszył się dobrym zdrowiem, dzięki czemu jeszcze po ukończeniu siedemdziesiątego roku życia grywał w tenisa i koszykówkę. Zmarł w Moskwie i został pochowany na cmentarzu Nowodziewiczym.

## Ordery i odznaczenia
- Medal Złota Gwiazda Bohatera Związku Radzieckiego – dwukrotnie (7 kwietnia 1940, 6 kwietnia 1945)
- Order Lenina – czterokrotnie
- Order Rewolucji Październikowej
- Order Czerwonego Sztandaru – czterokrotnie
- Order Suworowa I klasy – dwukrotnie
- Order Kutuzowa I klasy – dwukrotnie
- Order Bohdana Chmielnickiego I klasy
- Order Wojny Ojczyźnianej I klasy
- Order Za Służbę Ojczyźnie w Siłach Zbrojnych ZSRR III stopnia
- Medal jubileuszowy „XX lat Robotniczo-Chłopskiej Armii Czerwonej”
- Medal „Za zwycięstwo nad Niemcami w Wielkiej Wojnie Ojczyźnianej 1941–1945”
- Medal „Weteran Sił Zbrojnych ZSRR”
- Złota Gwiazda Bohatera Czechosłowackiej Republiki Socjalistycznej (28 kwietnia 1970, ČSSR)[6]
- Order Klementa Gottwalda (ČSSR)
- Czechosłowacki Wojskowy Order Lwa Białego „Za zwycięstwo”
- Krzyż Komandorski Orderu Virtuti Militari (Polska Ludowa)
- Krzyż Kawalerski Orderu Virtuti Militari (Polska Ludowa)
- Order Krzyża Grunwaldu II klasy (Polska Ludowa)
- Medal za Odrę, Nysę, Bałtyk (Polska Ludowa)

I inne.